# Federico Varela
Federico Nicolás Varela (Buenos Aires, 7 de mayo de 1996), conocido futbolísticamente como Fede Varela, es un futbolista argentino con nacionalidad española. Juega como centrocampista en el Floriana F. C. de la Premier League de Malta.

## Trayectoria
Nacido en Buenos Aires, se trasladó muy joven a Galicia donde empezó a jugar en la localidad lucense de Vivero, de donde fue captado para la cantera del Celta de Vigo. En 2014 con edad de juvenil abandonó el club celeste para fichar por el Stade Nyonnais.
Un año más tarde, firmó por el FC Porto, para incorporarse al filial portista jugando 70 partidos y marcando 16 goles con la camiseta de los dragões, hasta que el curso 2017-18 fue cedido al Portimonense, disputando 12 partidos en la Liga NOS.
En julio de 2018 llegó en calidad de cedido al Rayo Majadahonda por el Fútbol Club Oporto "B", recién ascendido a Segunda División. Un año después fue traspasado al Club Deportivo Leganés con el que firmó por dos temporadas.
En el mercado invernal de 2020 fue cedido hasta el final de la temporada a la U. D. Las Palmas de la Segunda División.
El 19 de septiembre rescindió su contrato con el C. D. Leganés y firmó por dos años con el Denizlispor turco. En enero de 2021 rescindió su contrato y unos días después firmó con el P. F. C. CSKA Sofía. Después de esta experiencia se marchó a los Estados Unidos para jugar en el Phoenix Rising.
En 2025 regresó a Europa, primero para jugar en el F. C. Differdange 03 luxemburgués y después en el Floriana F. C. maltés.

## Clubes
| Club                            | País           | Año       |
| ------------------------------- | -------------- | --------- |
| F. C. Stade Nyonnais            | Suiza          | 2014-2015 |
| F. C. Porto "B"                 | Portugal       | 2015-2019 |
| Portimonense S. C. (cesión)     | Portugal       | 2018      |
| C. F. Rayo Majadahonda (cesión) | España         | 2018-2019 |
| C. D. Leganés                   | España         | 2019-2020 |
| U. D. Las Palmas (cesión)       | España         | 2020      |
| Denizlispor                     | Turquía        | 2020-2021 |
| P. F. C. CSKA Sofía             | Bulgaria       | 2021-2022 |
| Phoenix Rising FC               | Estados Unidos | 2023-2024 |
| F. C. Differdange 03            | Luxemburgo     | 2025      |
| Floriana F. C.                  | Malta          | 2025-act. |

## Palmarés

### Títulos nacionales
| Título                          | Club                 | País       | Año  |
| ------------------------------- | -------------------- | ---------- | ---- |
| Copa de Bulgaria                | P. F. C. CSKA Sofía  | Bulgaria   | 2021 |
| División Nacional de Luxemburgo | F. C. Differdange 03 | Luxemburgo | 2025 |
| Copa de Luxemburgo              | F. C. Differdange 03 | Luxemburgo | 2025 |